# Magnapinna
Magnapinna é um gênero de lulas raramente vistas e com uma morfologia distinta. Elas pertencem à família Magnapinnidae. Embora a família tenha sido descrita apenas a partir de espécimes larvais, paralarvais e juvenis, presume-se que numerosas observações em vídeo de lulas muito maiores com morfologia semelhante sejam espécimes adultos da mesma família.
Os braços e tentáculos da lula são extremamente longos e acredita-se que tenham de 4 a 8 metros de comprimento. Esses apêndices são mantidos perpendicularmente ao corpo, criando “cotovelos”. Ainda não foi descoberto como a lula se alimenta.
Magnapinna é considerado o gênero de lula que ocorre nas maiores profundidades do oceano, com avistamentos a até 6 212 metros abaixo da superfície, tornando-a a única lula conhecida por habitar a zona hadal.

## Taxonomia
Acredita-se que o gênero Magnapinna seja o grupo irmão da espécie Joubiniteuthis, outra lula de morfologia distintiva e pouco conhecida que habita regiões abissais. Tanto Magnapinna quanto Joubiniteuthis são gêneros monotípicos dentro de suas próprias famílias, Magnapinnidae e Joubiniteuthidae, respectivamente. Eles também estão intimamente relacionados com as lulas nas famílias Chiroteuthidae e Mastigoteuthidae.

## Espécimes físicos

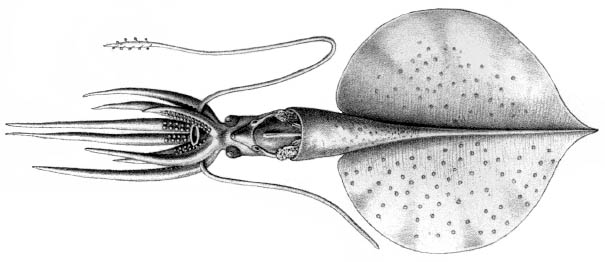
Uma Magnapinna talismani juvenil, a primeira espécie conhecida da família, com tentáculos danificados

O primeiro registro desta família provém de um exemplar (Magnapinna talismani) capturado nas proximidades dos Açores em 10 de agosto de 1883. Devido à natureza danificada da descoberta, poucas informações puderam ser obtidas, e o exemplar foi classificado inicialmente como Chiroteuthopsis talismani e posteriormente como Mastigoteuthis talismani, da família Mastigoteuthidae. Em 1956, uma lula semelhante (Magnapinna sp. C) foi capturada no Atlântico Sul. Porém, na época, recebeu pouca atenção. O espécime foi ilustrado em The Open Sea (1956), de Alister Hardy, onde foi identificado como Octopodoteuthis sicula.
Durante a década de 1980, dois espécimes juvenis adicionais foram encontrados no Atlântico (Magnapinna sp. A), e mais três foram encontrados no Pacífico (Magnapinna pacifica). Os pesquisadores Michael Vecchione e Richard Young foram os principais investigadores das descobertas e, eventualmente, os ligaram aos dois espécimes anteriores, estabelecendo a família Magnapinnidae em 1998, com a Magnapinna pacifica como espécie-tipo. De particular interesse foi o tamanho muito grande de sua barbatana, que representa até 90% do comprimento de seu manto.
Um único exemplar de uma quinta espécie, Magnapinna sp. B, foi obitdo em 2006. Magnapinna sp. A foi descrito como Magnapinna atlantica em 2006.
O gênero foi descrito a partir de dois juvenis e uma paralarva, nenhum dos quais apresentava as típicas pontas longas nos tentáculos. No entanto, todos eles possuíam barbatanas grandes, e por isso foram nomeados "magna pinna", que significa "barbatana grande".

## Avistamentos
O estágio adulto presumido da Magnapinna é conhecido apenas por observações em vídeo feitas por submersíveis e ROVs; nenhum espécime físico foi obtido até o momento, o que torna sua identidade exata desconhecida. Esses indivíduos e os espécimes juvenis obtidos têm em comum as grandes barbatanas e as pontas dos braços vermiformes sem ventosas, mas as icônicas pontas alongadas dos braços são conhecidas apenas dos indivíduos que foram observados. Embora não tenha sido confirmado diretamente se essas lulas são iguais às Magnapinna conhecidas a partir de espécimes, é amplamente aceito que sejam membros da família Magnapinnidae.
Embora as observações tenham sido feitas há mais de uma década, a uma lula Magnapinna adulta só se tornou conhecida pela ciência em 2001, quando a estudante de biologia marinha Heather Holston enviou imagens do que ela descreveu como uma "lula de 6,5 metros de comprimento" para o teutólogo Michael Vecchione. As imagens foram gravadas por um ROV no Golfo do México em janeiro de 2000, a pedido do namorado de Holston, Eric Leveton, que planejava mostrá-las a ela. Leveton era um engenheiro estrutural a bordo do navio de perfuração de poços de petróleo Millennium Explorer, que por acaso estava olhando para a cabine de operação do ROV quando a lula foi observada pelos operadores. Embora Vecchione tenha inicialmente presumido, com base na descrição de Holston, que a filmagem poderia ser o primeiro vídeo de uma lula-gigante viva (Architeuthis dux), ele percebeu que o vídeo em si retratava uma lula completamente diferente, sem identidade conhecida.
Minha reação foi pular da cadeira e começar a gritar palavrões, porque eu sabia que era algo realmente diferente.— Michael Vecchione sobre o primeiro avistamento de uma Magnapinna adulta
Discussões posteriores com outros pesquisadores de cefalópodes não encontraram pistas sobre a identidade da lula, e ela foi apelidada de "lula misteriosa" por um período de tempo. A análise de Vecchione et al de imagens anteriores de submersíveis encontrou outros registros de vídeo da Magnapinna, sendo o mais antigo de 1988. Na mesma época, novas imagens de alta qualidade de uma lula também foram gravadas no Havaí pelo ROV Tiburon. Em dezembro de 2001, Vecchione et al publicaram um artigo reunindo essas observações; este também foi o primeiro artigo a identificá-los como potenciais membros da família Magnapinnidae, que haviam sido nomeados por Vecchione a partir dos espécimes juvenis alguns anos antes. Independente da publicação de Vecchione, Guerra et al publicaram um artigo no ano seguinte analisando algumas das primeiras imagens de Magnapinnas e também as identificaram como potenciais Magnapinna adultos.

### Anatomia

A Magnapinna (possivelmente M. pacifica) observada ao norte do Havaí em 2001, mostrando as barbatanas extremamente grandes deste espécime

Os espécimes nos vídeos pareciam muito diferentes de todas as lulas conhecidas anteriormente. De forma única entre os cefalópodes, os seus braços e tentáculos tinham o mesmo comprimento e pareciam idênticos (semelhantes aos extintos belemnites). Os apêndices também eram mantidos perpendiculares ao corpo, criando a aparência de estranhos “cotovelos”. O mais notável foi o comprimento dos tentáculos elásticos, estimado em 15 a 20 vezes o comprimento do manto. Essa característica é causada pelo enrolamento dos filamentos dos tentáculos, uma característica rara entre espécies semelhantes. Estimativas baseadas em evidências de vídeo indicam o comprimento total dos maiores espécimes em 8 metros ou mais, com algumas estimativas de até 12 metros. Observando close-ups do corpo e da cabeça, fica evidente que as barbatanas são extremamente grandes, sendo proporcionalmente quase tão grandes quanto as das larvas da Magnapinna. Embora pareçam semelhantes às larvas, nenhum espécime ou amostra dos adultos foi coletado. Embora sua identidade exata seja desconhecida, pode-se observar que todos os espécimes descobertos têm corpo de cor marrom-laranja, barbatanas translúcidas, tentáculos quase brancos e olhos escuros. Essas espécies de lulas são identificáveis principalmente por seus braços longos e finos e cores específicas. As lulas também possuem uma coroa braquial única que as diferencia das demais famílias conhecidas.

### Comportamento alimentar
Pouco se sabe sobre o comportamento alimentar destas lulas. Cientistas têm especulado que a Magnapinna se alimenta arrastando seus braços e tentáculos ao longo do fundo do mar e agarrando organismos comestíveis do chão. Alternativamente, eles podem simplesmente usar uma técnica de captura, esperando passivamente que presas, como zooplâncton, esbarrem em seus braços (ver inteligência dos cefalópodes). A dieta da Magnapinna é desconhecida. No entanto, sabe-se que os cefalópodes se alimentam de crustáceos, águas-vivas e até mesmo de outros cefalópodes.

### Linha do tempo de observação
O primeiro registro visual de uma lula adulta foi em setembro de 1988. A tripulação do submersível Nautile encontrou uma Magnapinna na costa do norte do Brasil, em 10°42,91′N 40°53,43′W, a uma profundidade de 4 735 metros. Em julho de 1992, o Nautile encontrou novamente essas criaturas, observando dois indivíduos durante um mergulho na costa de Gana em 3°40′N 2°30′W, primeiro a 3 010 metros de profundidade e depois novamente a 2 950 metros. Ambos foram filmados e fotografados. Em novembro de 1998, o submersível tripulado japonês Shinkai 6500 filmou outra Magnapinna no Oceano Índico, ao sul de Maurício, em 32°45'S 57°13'E e a uma profundidade de 2 340 metros.
O vídeo de Eric Leveton, que mais tarde foi compartilhado com Vecchione, foi feito a partir do veículo subaquático operado remotamente (ROV) do navio de perfuração de poço de petróleo Millennium Explorer em janeiro de 2000, no Mississippi Canyon, no Golfo do México (28°37′N 88°00′W), a uma profundidade de 2 195 metros. Isso permitiu uma estimativa de tamanho. Em comparação com as partes visíveis do ROV, estima-se que a lula media 7 metros com os braços totalmente estendidos. O submersível Nautile filmou outro exemplar do Oceano Índico em 19°32'S 65°52'E, a uma profundidade de 2.576 metros, na região da Ilha Rodrigues, em maio de 2000. Em outubro de 2000, o submersível tripulado Alvin encontrou outra Magnapinna a 1.940 metros em Atwater Valley, Golfo do México (27°34,714′N 88°30,59′W).
Esses vídeos não receberam nenhuma atenção da mídia; a maioria era breve e bastante desfocada. Em maio de 2001, cerca de dez minutos de filmagem nítida de uma Magnapinna foram obtidos pelo ROV Tiburon, causando uma onda de atenção quando foram divulgados. Esses vídeos foram gravados no Oceano Pacífico ao norte de Oʻahu, Havaí (21°54′N 158°12′W), a uma profundidade de 3 380 metros. Esse vídeo e os vídeos anteriores a 2001 (que não haviam recebido muita atenção científica anteriormente) foram documentados por Vecchione et al em um artigo naquele ano, e algumas das filmagens anteriores foram analisadas mais detalhadamente por Guerra et al (2002).
Em 11 de novembro de 2007, uma Magnapinna foi filmada em Perdido, uma plataforma petrolífera de propriedade da Shell Oil Company, localizado a 320 km de Houston, Texas, no Golfo do México. O ROV que filmou a lula havia sido originalmente enviado para recuperar equipamentos de perfuração do fundo do mar e encontrou a lula flutuando perto de um poço. Após circular dentro da indústria de petróleo, a filmagem foi compartilhada com a National Geographic News para determinar sua identidade e foram divulgadas ao público em 2008. Esse vídeo recebeu grande atenção on-line nos anos seguintes à sua filmagem.

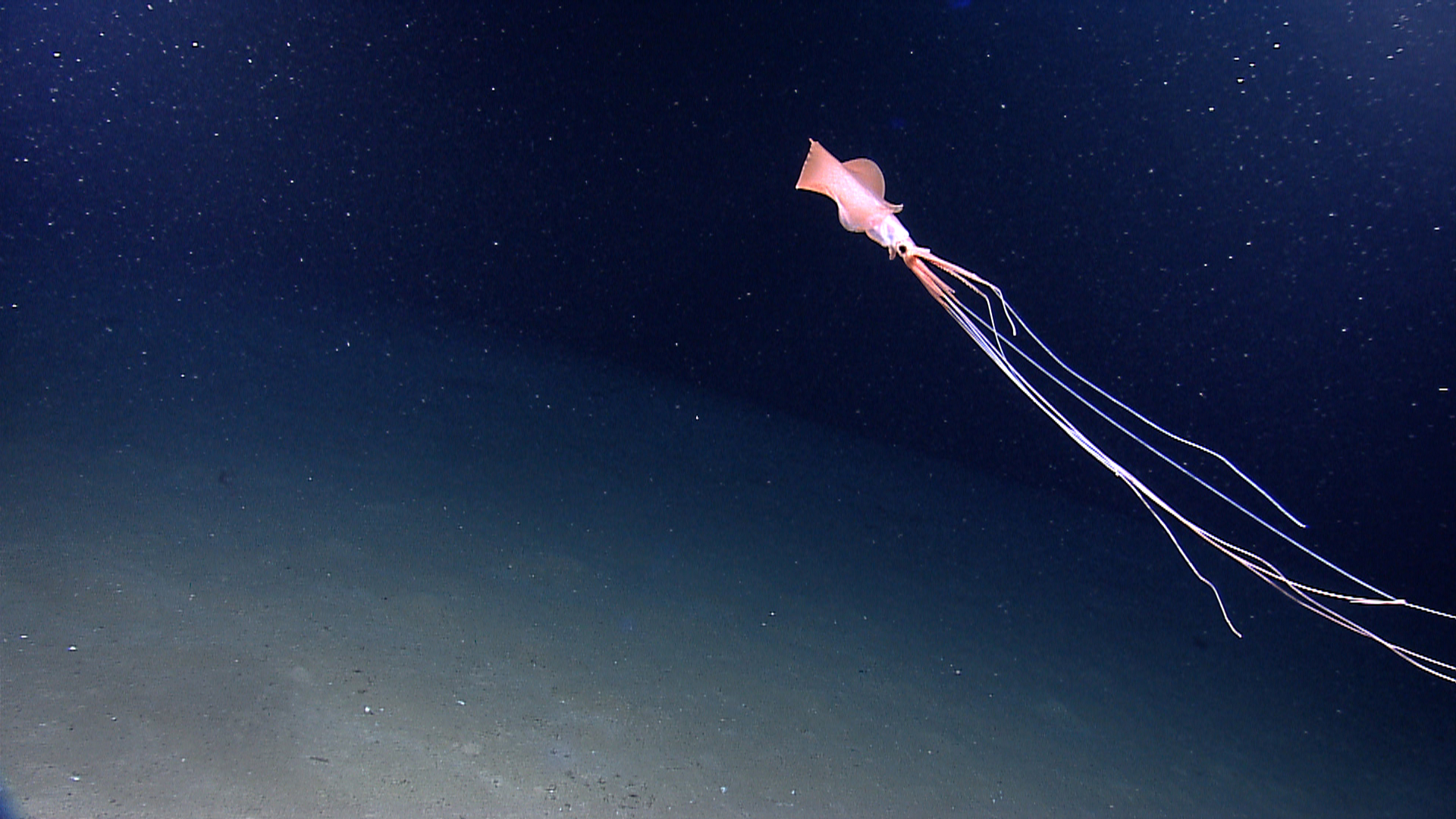
Uma Magnapinna filmada pelo Okeanos Explorer em 2012

Observações de Magnapinnas foram feitas na Grande Baía Australiana durante levantamentos de câmeras rebocadas e operações com veículos controlados remotamente em 2015 e 2017, respectivamente. Em 2018, as primeiras observações de uma Magnapinna grande foram feitas no Sul do Caribe, ao largo da costa da Colômbia.
Em março de 2021, durante a expedição para documentar o naufrágio do USS Johnston, o submersível DSV Limiting Factor gravou imagens de uma Magnapinna juvenil na Fossa das Filipinas a uma profundidade de 6 212 metros. Essa é a observação mais profunda de qualquer lula, rivalizando apenas com alguns octópodes cirrata não identificados do mesmo habitat como a observação mais profunda de qualquer cefalópode. Isso faz da Magnapinna a primeira lula conhecida a habitar a zona hadal.
Em 9 de novembro de 2021, um vídeo de uma Magnapinna foi capturado ao largo da West Florida Escarpment por um ROV do NOAAS Okeanos Explorer como parte da expedição Windows to the Deep 2021. A lula foi encontrada a uma profundidade de 2 385 metros, e seu tamanho está sendo atualmente medido usando lasers emparelhados.
O ROV SuBastian do Instituto Schmidt Ocean observou uma Magnapinna próxima a uma fissura hidrotermal em 4 de abril de 2023, durante a expedição "In Search of Hydrothermal Lost Cities". A lula foi avistada a uma profundidade de 1 931 metros.